# Halowe Mistrzostwa Świata w Lekkoatletyce 2025 – bieg na 3000 m mężczyzn
Bieg na 3000 metrów mężczyzn – jedna z konkurencji biegowych rozgrywanych podczas halowych lekkoatletycznych mistrzostw świata w Nanjing’s Cube w Nankinie.
Tytułu mistrzowskiego z 2024 nie bronił Josh Kerr.

## Terminarz
Źródło: worldathletics.org.
| Data     | Godzina |       |
| -------- | ------- | ----- |
| 22 marca | 19:33   | Finał |

## Rekordy
W poniższej tabeli przedstawiono (według stanu przed rozpoczęciem mistrzostw) rekord świata, rekord halowych mistrzostw świata, rekordy kontynentów oraz najlepszy wynik na listach światowych w 2025.
|                                   | Zawodnik           | Wynik   | Miejsce   | Data                |
| --------------------------------- | ------------------ | ------- | --------- | ------------------- |
| Rekord świata                     | Grant Fisher       | 7:22,91 | Nowy Jork | 8 lutego 2025(dts)  |
| Rekord halowych mistrzostw świata | Haile Gebrselassie | 7:34,71 | Paryż     | 9 marca 1997(dts)   |
| Rekord Afryki                     | Lamecha Girma      | 7:23,81 | Liévin    | 15 lutego 2023(dts) |
| Rekord Ameryki Południowej        | Valentin Soca      | 7:34,10 | Boston    | 2 marca 2025(dts)   |
| Rekord Ameryki Północnej          | Grant Fisher       | 7:22,91 | Nowy Jork | 8 lutego 2025(dts)  |
| Rekord Australii i Oceanii        | Ky Robinson        | 7:30,38 | Nowy Jork | 8 lutego 2025(dts)  |
| Rekord Azji                       | Birhanu Balew      | 7:31,77 | Liévin    | 17 lutego 2022(dts) |
| Rekord Europy                     | Mohamed Katir      | 7:24,68 | Liévin    | 15 lutego 2023(dts) |
| Listy światowe                    | Grant Fisher       | 7:22,91 | Nowy Jork | 8 lutego 2025(dts)  |

## Listy światowe
Poniższa tabela przedstawia 10 najlepszych wyników na świecie uzyskanych w sezonie 2025 przed rozpoczęciem mistrzostw.
Źródło: worldathletics.org.
| Poz. | Zawodnik       | Reprezentacja     | Wynik   | Data              | Miejsce      |
| ---- | -------------- | ----------------- | ------- | ----------------- | ------------ |
| 1.   | Grant Fisher   | Stany Zjednoczone | 7:22,91 | 8 lutego(dts) br  | Nowy Jork    |
| 2.   | Cole Hocker    | Stany Zjednoczone | 7:23,14 | 8 lutego(dts) br  | Nowy Jork    |
| 3.   | George Mills   | Wielka Brytania   | 7:27,92 | 2 lutego(dts) br  | Val-de-Reuil |
| 4.   | Niels Laros    | Holandia          | 7:29,49 | 13 lutego(dts) br | Liévin       |
| 5.   | Graham Blanks  | Stany Zjednoczone | 7:29,72 | 2 marca(dts) br   | Boston       |
| 6.   | Biniam Mehary  | Etiopia           | 7:29,99 | 13 lutego(dts) br | Liévin       |
| 7.   | Jimmy Gressier | Francja           | 7:30,18 | 8 lutego(dts) br  | Nowy Jork    |
| 8.   | Ky Robinson    | Australia         | 7:30,38 | 8 lutego(dts) br  | Nowy Jork    |
| 9.   | Dylan Jacobs   | Stany Zjednoczone | 7:30,45 | 8 lutego(dts) br  | Nowy Jork    |
| 10.  | Cooper Teare   | Stany Zjednoczone | 7:30,62 | 8 lutego(dts) br  | Nowy Jork    |

Pogrubioną czcionką oznaczono zawodników, którzy wzięli udział w mistrzostwach.

## Wyniki

### Finał
Źródło: worldathletics.org.
| Pozycja | Zawodnik           | Reprezentacja     | Czas           | Uwagi |
| ------- | ------------------ | ----------------- | -------------- | ----- |
| 01 !    | Jakob Ingebrigtsen | Norwegia          | 7:46,09        | SB    |
| 02 !    | Berihu Aregawi     | Etiopia           | 7:46,25        | SB    |
| 03 !    | Ky Robinson        | Australia         | 7:47,09        |       |
| 4.      | Sam Gilman         | Stany Zjednoczone | 7:47,19        |       |
| 5.      | Dylan Jacobs       | Stany Zjednoczone | 7:48,41        |       |
| 6.      | Andrew Coscoran    | Irlandia          | 7:48,53        |       |
| 7.      | Anass Essayi       | Maroko            | 7:49,00 (,994) |       |
| 8.      | Cornelius Kemboi   | Kenia             | 7:49,00 (,999) | PB    |
| 9.      | Biniam Mehary      | Etiopia           | 7:49,18        |       |
| 10.     | Dawit Seare        | Erytrea           | 7:49,49        |       |
| 11.     | Getnet Wale        | Etiopia           | 7:50,07        |       |
| 12.     | Sam Parsons        | Niemcy            | 7:54,15        |       |
| 13.     | James Gormley      | Irlandia          | 7:56,43        |       |
| 14.     | Sun Ningkai        | Chiny             | 8:02,72        | PB    |